# Брынзэ, Тибериу
Тибериу Эуген Брынзэ (рум. Tiberiu Eugen Brînză, родился 21 сентября 1968 года в Бухаресте) — румынский регбист, выступавший на позиции восьмого.

## Биография
Воспитанник школы бухарестского клуба «Локомотив», в составе которого начинал свою игровую карьеру. Выступал также за «Гривицу», с которой в 1993 году выиграл чемпионат Румынии, и за «Университатю» из Клужа. Сделал себе имя, выступая за французские команды «Нарбонна» и «Рюмийи» в Про Д2 (выступал за «Рюмийи» в 2001 году).
За сборную Румынии провёл 37 матчей с 1990 по 2002 годы, набрав 10 очков. Участник трёх кубков мира: 1991 года (один матч), 1995 года (два матча как капитан) и 1999 года (три матча). В 2001 году сайтом Rugby.Ro было опубликовано открытое письмо Брынзэ к представителям румынского спорта с требованиями провести реформы в румынском регби, вызванное абсолютно провальными результатами румынской сборной в Кубке европейских наций и тест-матчах против европейских сборных первого яруса, а также провалами клубов в еврокубках.